# Brian Lamb
Brian Patrick Lamb (Lafayette, 9 ottobre 1941) è un giornalista e imprenditore statunitense.
È stato il fondatore, presidente esecutivo e amministratore delegato di C-SPAN, un'emittente via cavo americana che copre i dibattiti e i dietro le quinte del Congresso e del Senato degli Stati Uniti.

Prima di lanciare C-SPAN nel '79, Lamb ha ricoperto vari ruoli nelle comunicazioni tra cui quello di addetto alla policy di telecomunicazione della Casa Bianca e il caporedattore della sede di Washington della rivista Cablevision, oltre ad aver lavorato anche come ufficiale incaricato nella Marina degli Stati Uniti per quattro anni. Lamb ha condotto migliaia di interviste per il suo programma Booknotes in onda su C-SPAN, distinguendosi per uno stile giornalistico fatto di brevi domande dirette.
È stato decorato con la Presidential Medal of Freedom e la National Humanities Medal.

## Biografia

### Formazione
Fino all'età di 22 anni, Brian Patrick Lamb è vissuto nella nativa Lafayette, nell'Indiana, lavorando come disc jockey e come batterista in vari gruppi musicali del luogo, e con l'aspirazione di trovare impiego nell'industria del divertimento. Presto mostrò la sua attitudine per il mondo della radio-TV: appena diciassettenne fu assunto come disc jockey e commerciale dell'emittente locale WASK (AM). Ebbe così l'opportunità di intervistare musicisti come Louis Armstrong, Duke Ellington, Nat King Cole, Conte Basie e The Kingston Trio, quando ancora frequentava il liceo. Nel 1961, durante il suo primo anno al college, coordinò un programma televisivo dal titolo Dance Data, simile ad  American Bandstand , il programma di Dick Clark trasmesso dalla ABC.
Completata la Jefferson High School, si iscrisse all'Università Purdue, dove fu iniziato nella confraternita Phi Gamma Delta e quindi nel '63 conseguì il Bachelor of Arts in retorica.

### Servizio militare
Dopo la laurea alla Purdue, Lamb fu ammesso alla Scuola Allievi Ufficiali della Marina degli Stati Uniti, dove al termine del corso prestò servizio per 18 mesi sulla nave cargo d'attacco USS Thuban, per essere poi inviato di stanza al Pentagono nell'ufficio audiovisivo dell'Assistente segretario alla Difesa per gli affari pubblici. Lamb assunse questo ruolo a metà della Guerra del Vietnam e fu incaricato di partecipare alle conferenze-stampa con il Segretario alla Difesa Robert McNamara, oltre a gestire le domande delle reti radiofoniche e televisive.
Nel luglio 1967, fu inviato a Detroit per documentare le rivolte locali e incariato di registrare le conferenze stampa del Governatore del Michigan George W. Romney per conto dell'unità di crisi costituitasi alla Casa Bianca. Durante il mandato di Johnson fu nominato membro del servizio sociale interno allo Staff Militare della Casa Bianca (White House Military Office), ruolo nel quale fece da accompagnatore di Lady Bird Johnson nel corteo nuziale di Chuck Robb e Lynda Johnson. Anni dopo ricordò:
(Robert Lamb)
Lamb passò un totale di quattro anni nella Marina degli Stati Uniti fino a arrivare al grado intermedio di tenente. Di quel periodo avrebbe poi detto che «era stato probabilmente la cosa più importante che abbia mai fatto».

### Carriera professionale
Telecomunicazioni e giornalismo
Nel dicembre 1967, fu assistente personale di Richard Nixon durante la sua campagna per le elezioni presidenziali del 1968, ma non fece ritorno nell'Indiana. Dopo aver lavorato in una stazione televisiva locale di Lafayette, nell'agosto del 1968 trascorse dieci settimane col gruppo chiamato United Citizens per Nixon-Agnew.
Finita la campagna, fu assunto come reporter di UPI Audio finché nel '69 fu nominato capo addetto stampa del senatore Peter H. Dominick (R-Colo.), quindi capo delle pubbliche relazioni e dell'ufficio stampo del deputato Clay T. Whitehead e, infine, direttore dell'Ufficio per la politica delle telecomunicazioni della Casa Bianca.
Lasciata la Casa Bianca, Lamb tornò di nuovo al giornalismo come redattore di una newsletter bisettimanale intitolata The Media Report. Negli stessi anni, divenne anche capo dell'ufficio di Washington della rivista commerciale Cablevision per quattro anni, dedicata al settore delle telecomunicazioni. In tale veste, concepì l'idea di creare un canale via cavo orientato alla vita pubblica.
C-CABLE
Nel 1977, Lamb propose ai dirigenti dell'emittente via cavo un piano per creare un canale non commerciale che avrebbe dovuto trasmettere gli atti ufficiali del Congresso. Più avanti avrebbe dichiarato: «i rischi non erano molto significativi. Nessuno sapeva chi fossi. Se avessi fallito, che problema sarebbe stato?». Aprovata nel dicembre 1977, la rete per gli affari pubblici via cavo vide la luce come impresa privata senza fini di lucro avente un consiglio di amministrazione di membri di quadri intermedi di società operanti nel settore, finanziato da commissioni di affiliazione di società via cavo. Al momento dell'accensioen degli impianti, la rete contava uno staff di quattro dipendenti, incluso Lamb, e un budget annuale di 450.000 dollari. La prima trasmissione andò in onda il 19 marzo 1979, con la copertura in diretta del primo dibattito televisivo della Camera dei Rappresentanti.
Nel 2010, C-SPAN aveva raggiunto un'audience superiore alle 100 milioni di famiglie  e la rete dava lavora 275 persone fra la sede di Washington DC e gli archivi di West Lafayette.

Il palinsesto copriva una varietà di tematiche, incluse le conferenze stampa presidenziali e le audizioni del Senato, oltre ad una presenza costante nei palazzi della Camera e del Senato.  Nel 2011 C-SPAN era costituita da tre reti: C-SPAN, C-SPAN2 e C-SPAN3, oltre ad un canale radio e una videoteca online che offriva più di 170.000 ore di filmati di C-SPAN.
Lamb, ex CEO e presidente di C-SPAN nonché presidente esecutivo del suo consiglio di amministrazione, ha descritto la rete come «in ogni possibile modo, l'antitesi della televisione commerciale».
Nel marzo 2012, Lamb annuncciò di volersi dimettere anche dalla carica di CEO, affidando il controllo a Rob Kennedy e Susan Swain.
Conduzione e stile giornalistico
Su C-SPAN, Lamb ha condotto i programmi Washington Journal, Booknotes e il talk show Q&A, che gli diedero notorietà per uno stile intervista singolare, del quale egli attribuì il merito a Bill Fraser, professore di radiodiffusione del liceo, che gli haveva insegnato a «stare fuori dai piedi» mentre conduceva le interviste.

Lamb era solito non parlare mai delle proprie opinioni politiche.
Secondo la rivista The Advocate, il suo stile giornalistico è "spartano", definizione avallata dalle parole di Lamb: «troppi intervistatori si intromettono troppo...cercano di farci credere di essere più intelligenti della persona che stanno intervistando. Io presumo di non essere più intelligente e, qualora lo sia, desidero che il pubblico non se ne renda conto».

Se ad esempio un ospite utilizzasse un termine pittoresco come "coagulazione", Lamb gli domanderebbe di chiarirne il significato per il pubblico e con lo stesso tono chiederà all'ospite quali scuole ha frequentato, i nomi dei figli e le rispettive professioni.
Booknotes
Nei suoi 35 anni alla C-SPAN, Lamb condusse migliaia di interviste, tra le quali 801 puntate di Booknotes, un settimanale dedicato ai libri di saggistica. Il programma andò in onda dal 2 aprile 1989 al 4 dicembre 2004, annoverando fra i suoi ospiti i leader della scena politica mondiale, quali: George HW Bush, George W. Bush, Jimmy Carter, Bill Clinton, Mikhail Gorbachev, Richard Nixon, Colin Powell e Margaret Thatcher.
Il format televisivo era tutto descritto nello slogan "Un autore, un libro, un'ora".  Lamb ha dichiarato di aver speso per ogni intervista una media di 20 ore passate a documentarsi e provare , anche se in alcuni puntate si è trovato a parlare meno di cinque minuti.
Le trascrizioni delle sue interviste hanno ispirato cinque saggi che rispettivamente si focalizzano sulla scrittura, le biografie di figure della storia americana, le storie della storia americana, il "personaggio americano" e la vita di Abramo Lincoln.
Finito Booknotes, Lamb ideò lo show Q&A ("Domande e risposte"), con interviste a personalità di spicco del mondo della politica, della tecnologia, dell'istruzione e dei media, e, sporadicamente, anche qualche autore. Fino al 2008, continuò anche a condurre il Washington Journal, il programma di apertura mattutina di C-SPAN.
Nel 2011 Lamb ha donò la collezione di libri tratti dalla serie Booknotes, molti contenenti i suoi marginalia, alla collezione di testi rari della George Mason University, per creare un archivio accademico.
Problemi
In qualità di CEO di C-SPAN, Lamb è stato coinvolto in questioni relative alla garanzia dell'accesso pubblico ai procedimenti del governo federale e ad una maggiore accessibilità dei media agli atti dei procedimenti legislativi e giudiziari. Lamb si oppose alle disposizioni sul must-carry del Cable Television Protection and Competition Act del 1992, alla quale attribuì una perdita/riduzione dell'accesso e degli ascolti di C-SPAN per dieci milioni di americani.
Nel '98, scrisse alla commissione per l'energia e il commercio e alla commissione del Senato per il commercio, la scienza e i trasporti, argomentando contro la legislazione sulle infrastrutture digitali. Durante l'impeachment del presidente Clinton, Lamb scrisse all'allora leader della maggioranza del Senato Trent Lott, esortando il Senato a «mantenere questo processo aperto al pubblico» e chiedendo formalmente il permesso per la copertura televisiva delle deliberazioni del Senato. Inoltre, scrisse agli speaker dei due rami del Congresso nel '94, nel 2006 e nel 2010, chiedendo l'installazione di telecamere multimediali indipendenti alla Camera al fine di consentire una ripresa audiovisiva più completa dei dibattiti. Lamb indirizzò alcune missive ai primi giudici Rehnquist e Roberts per ottenere la videodiretta delle udienze celebrate innanzi alla Corte Suprema degli Stati Uniti e ad altri tribunali federali.

## Vita privata
Lamb ha trascorso gran parte della sua vita a Washington DC e dagli anni Duemila vive ad Arlington, in Virginia, in compagnia della consorte Victoria Martin che ha sposato nel settembre del 2005. La coppia si era incontrata alla scuola elementare della St. Mary's Cathedral per apparire in pubblico a Washington DC negli anni '70 e infine ricominciare la relazione nel '98.
Lamb non è mai stato membro di un partito politico, sebbene abbia lavorato per la campagna repubblicana Nixon-Agnew nel '68. Non risulta registrato né come democratico né come repubblicano. Durante le elezioni presidenziali, ha votato per i candidati dell'intero spettro politico.  In un'intervista Lamb ha dichiarato: «ho ascoltato entrambe le parti così a lungo che nemmeno io so più cosa penso».

Lo scrittore Christopher Hitchens dedicò ad Lamb la sua biografia su Thomas Jefferson pubblicata nel 2005: il frontespizio riporta le parole  «per Brian Lamb [...] un bravo democratico e un buon repubblicano, che ha lottato per un elettorato consapevole».

## Premi e riconoscimenti
- 2002: Fourth Estate Award del National Press Club[53];
- 2003: National Humanities Medal[54][55], l'Harry S. Truman Good Neighbor Award[9] e il premio Freedom of Speech del Media Institute[8];
- novembre 2007: Presidential Medal of Freedom per il lavoro a C-SPAN[25][56], a motivo della sua "dedizione a un sistema politico trasparente e al libero flusso di idee"ment stated that Lamb had received the award for his "dedication to a transparent political system and to the free flow of ideas"[57][58][59];
- dicembre 2004: Manship Prize for Exemplary Use of Media and Technology dall'Università statale della Louisiana,[32];
- settembre 2011: The Lone Sailor dallo United States Navy Memorial[10];
- 11 settembre 2011: nominato "Gigante del broadcasting" dalla Library of American Broadcasting[17];
- 6 ottobre 2011: Al Neuharth Award for Excellence in the Media[15];
- 9 novembre 2011: Gaylord Prize for Excellence da parte del Gaylord College of Journalism and Mass Communication presso l'Università dell'Oklahoma.[13][60]

Inoltre ha ricevuto vari dottorati di ricerca onorari, inclusa l'alma mater Purdue University, che lo premiò due volte -nel 1987 e nel 2011- fra i suoi migliori allievi, intitolando a suo nome la facoltà di Scienze della Comunicazione, la Brian Lamb School of Communication. Un ultimo PhD arrivò nel 2015 dal Gettysburg College, in Pennsylvania.